# Yianna Katsoulos
Yianna Katsoulos, née le 16 septembre 1960 en Floride aux États-Unis, est une chanteuse et animatrice de télévision gréco-américaine.

## Biographie
Elle s'installe à Paris au début des années 1980 pour y apprendre le français. Elle fait la connaissance de Jean Soullier qui lui compose la musique de son premier single sur des paroles autobiographiques écrites par elle en 1986. Les autres sont jaloux la propulse au sommet des hit-parades en 1987 où le titre entre au Top 50.
D'autres 45 tours suivront : Rien n'est pour toujours, Plus fort que les gâteaux, Salade de fruit, Faite pour un Millionnaire... Un album verra le jour en 1997, Quelque Chose Dans L'Atmosphère.
À la fin des années 1980, Yianna Katsoulos présente sur FR3 (devenue ensuite France 3) l'émission Une pêche d'enfer et ainsi qu'Eurotop (le hit parade européen), Salut Manu, le MIDDEM en direct de Cannes, et la dernière émission de Noël avec Benny Hill sur les Champs-Élysées.
Un best of est édité en 2003 où l’on retrouve tous les singles des années 1980 en versions longues et remixées.
En 2013, elle effectue un come back avec le single Fais-moi l'amour comme un Français et est interviewée par Sarah Dahan pour Brain Magazine. Il s'en suivra une collaboration avec Fabien Scarlakens (DJ Esteban) sur le titre Je te prends all way home remixé pour le dancefloor, ainsi que le single Text With You, qui apparaîtront sur le nouvel album composé également d'anciens titres et sorti en 2013, La reine des années 1980. Celui-ci contient des inédits comme Drunky Talk ou encore Slinky Kinky, sans oublier les versions clubs de ses tubes des années 1980.
En 2015 est publié le remix électro Les autres sont jaloux 2015 (TT's Revenge Definitive Club Mix).
Steve & Anthon, jeune duo français reprennent en 2015 All The Way Home sur lequel Yianna apparaît en featuring.
Yianna vit aux États-Unis où elle se partage entre la Floride et la Californie. Elle se consacre à la création de bijoux et à la peinture sur vêtements ainsi qu'à l'écriture[réf. nécessaire].